# Jean-Pierre e Luc Dardenne

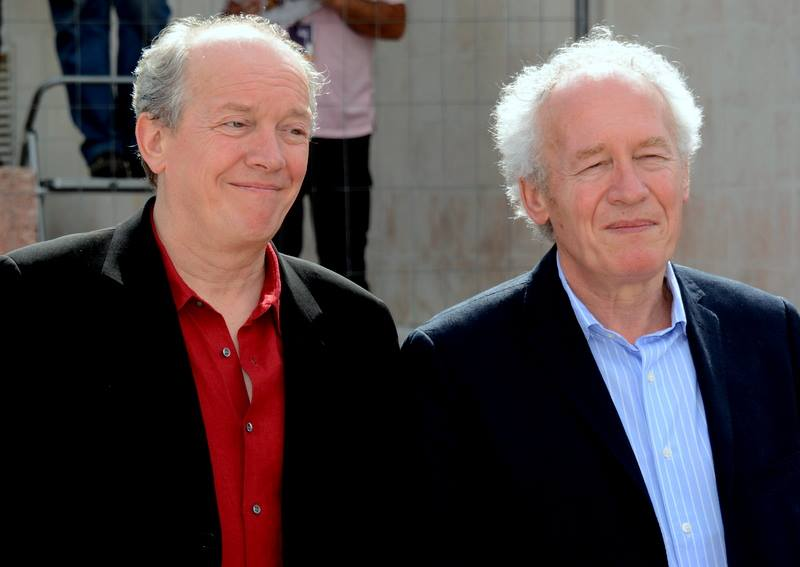
I fratelli Dardenne al Festival di Cannes 2014

Jean-Pierre Dardenne (Engis, 21 aprile 1951) e 
Luc Dardenne (Awirs, 10 marzo 1954) sono due registi e sceneggiatori belgi, noti anche come i fratelli Dardenne.

## Biografia
Caratteri distintivi del loro cinema sono il basso costo della produzione, il crudo realismo della narrazione, gli attori spesso e volentieri non professionisti. Collaborano spesso con gli attori Jérémie Renier, Olivier Gourmet e Fabrizio Rongione. Hanno diretto parecchi documentari ed alcuni film, tra cui due premiati con la Palma d'oro per il miglior film al Festival di Cannes, Rosetta del 1999 e L'Enfant - Una storia d'amore del 2005.
Tra i loro ultimi lavori, Il ragazzo con la bicicletta vince il Grand Prix Speciale della Giuria al Festival di Cannes del 2011, nonché riceve otto candidature ai Premi Magritte 2012 vincendo il premio per la migliore promessa maschile. Sono gli unici ad aver vinto quattro volte il Premio André Cavens. Nel 2020 hanno vinto al Premio Sergio Amidei, tenuto a Gorizia, il premio all'Opera d'Autore.

## Filmografia

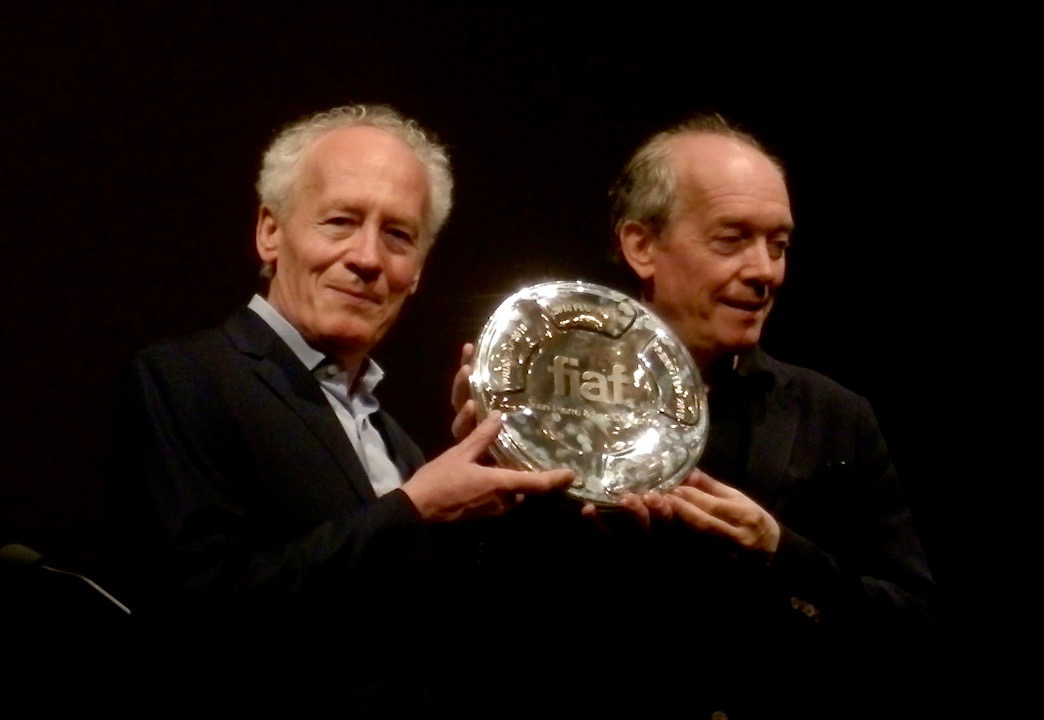
I Dardenne ritirano il premio FIAF a Bologna nel 2016

### Registi

#### Cortometraggi
- Il court... il court le monde (1987) - cortometraggio
- Dans l'obscurité Episodio di Chacun son cinéma (2007)

#### Lungometraggi
- Falsch (1987)
- Je pense à vous (1992)
- La Promesse (1996)
- Rosetta (1999)
- Il figlio (Le Fils) (2002)
- L'Enfant - Una storia d'amore (L'Enfant) (2005)
- Il matrimonio di Lorna (Le Silence de Lorna) (2008)
- Il ragazzo con la bicicletta (Le Gamin au vélo) (2011)
- Due giorni, una notte (Deux jours, une nuit) (2014)
- La ragazza senza nome (La Fille inconnue) (2016)
- L'età giovane (Le Jeune Ahmed) (2019)
- Tori e Lokita (Tori et Lokita) (2022)
- Jeunes Mères (2025)

#### Documentari
- Le chant du rossignol (1978)
- Lorsque le bateau de Léon M. descendit la Meuse pour la première fois (1979)
- Pour que la guerre s'achève, les murs devaient s'écrouler (1980)
- R... ne répond plus (1981)
- Leçons d'une université volante (1982)
- Regard Jonathan/Jean Louvet, son oeuvre (1983)
- Gigi, Monica... et Bianca diretto da Jean-Luc Dardenne e Benoît Dervaux (1997)

### Produttori
- La prima linea, regia di Renato De Maria (2009)
- Holly, regia di Fien Troch (2023)

## Riconoscimenti
- Golden Globe
  - 2012 – Candidatura al miglior film straniero per Il ragazzo con la bicicletta
- Premio BAFTA
  - 2015 – Candidatura al miglior film in lingua straniera per Due giorni, una notte
- Festival di Cannes
  - 1999 – Palma d'oro per Rosetta
  - 2005 – Palma d'oro per L'Enfant - Una storia d'amore
  - 2008 – Prix du scénario per Il matrimonio di Lorna
  - 2011 – Grand Prix Speciale della Giuria per Il ragazzo con la bicicletta
  - 2019 – Prix de la mise en scène per L'età giovane
  - 2022 – Premio del 75º anniversario per Tori e Lokita
  - 2025 – Prix du scénario per Jeunes Mères
- Premio Magritte
  - 2012: Candidatura a migliore regia per Il ragazzo con la bicicletta
  - 2015: Migliore regia per Due giorni, una notte
  - 2020: Candidatura a migliore regia per L'età giovane
  - 2023: Candidatura a migliore regia per Tori e Lokita